# Utrotningshotade språk
Utrotningshotade språk är de språk som riskerar att dö ut. Dessa delas i sin tur in i fem kategorier: hotade, klart utrotningshotade, allvarligt utrotningshotade, kritiskt utrotningshotade samt utdöda språk.
Många utrotningshotade språk har färre än 1 000 talare, som ofta är äldre personer. Även större språk kan vara hotade. År 2017 uppgav Institutet för språk och folkminnen (ISOF) att det uppskattades finnas 6–7 000 språk i världen. Enligt Unesco var uppemot hälften av världens språk hotade (2014) och deras språkexpert Christopher Moseley uppgav 2013 att det försvann ett språk i månaden.
En orsak till att ett språk kan utrotas på sikt är att det inte lärs ut som modersmål. Det kan bero på att det inte lärs ut i skolor eller endast i liten grad, och inte används mycket i arbetslivet någonstans. Det brukar beror i sin tur på att ett annat större språk har en officiell ställning.[källa behövs]